# جان مکسول
جان کالوین مکسوِل (به انگلیسی: John Calvin Maxwell) نویسنده، سخنران و کشیش آمریکایی است که کتابهای بسیاری درزمینهٔ رهبری نوشته‌است. بیشتر کتابهای او به مبحث رهبری اختصاص دارند. از کتابهای مشهور او می‌توان به کتاب «۲۱ قانون انکارنشدنی رهبری» و «۲۱ ویژگی ضروری یک رهبر» اشاره کرد. کتابهای او به تعداد میلیون‌ها نسخه فروخته شدند که برخی از آنها در فهرست کتاب‌های پرفروش نیویورک تایمز جای دارند. جان مکسول توانست تا پایان سال ۲۰۱۲ میلادی، تعداد ۲۰ میلیون نسخه کتاب بفروشد که موفقیت بزرگی محسوب می‌شود. ارزش خالص دارایی‌های او بیش از ۱۰ میلیون دلار امریکاست. برخی از کتابهای او به ۵۰ زبان ترجمه شدند.

## زندگی شخصی
جان مکسول در سال ۱۹۴۷ در گاردن سیتی، میشیگان زاده شد. او که یک مسیحی آونجلیک به دنیا آمد، به دنبال پدرش که فردی مذهبی بود به کلیسای محله‌شان پیوست. پس از آن به حوزه علمیه آموزش مسیحیت در سیرکلویل، اوهایو رفت و مدرک کارشناسی مسیحیت را در سال ۱۹۶۹ دریافت کرد. پس از آن مدرک کارشناسی ارشد الهیات را از دانشگاه دانشگاه آزوزا پاسیفیک و مدرک دکترای الهیات را از حوزه علمیه الهیاتی فولر دریافت کرد. او اکنون به‌همراه همسرش مارگارت در ایالت فلوریدا زندگی می‌کند. از دهه ۱۹۷۰ تاکنون، مکسول رهبری چند کلیسا را در اوهایو، فلوریدا، ایندیانا و کالیفرنیا برعهده داشته‌است. او موفق شد در سال ۲۰۱۳، تعداد ۲۴هزار رهبر را در کشور گواتمالا آموزش دهد و روانهٔ بازار کند. پس از ۱۴ سال کشیشی را رها کرد و به سخنرانی انگیزشی و آموزش رهبری و نویسندگی روی آورد. مکسول در سال ۲۰۱۴ به‌عنوان برترین کارشناس مسائل رهبری در «مجلهٔ اینک» انتخاب شد.